# Polypedilum deletum
Polypedilum deletum är en tvåvingeart som beskrevs av Maurice Emile Marie Goetghebuer 1936. Polypedilum deletum ingår i släktet Polypedilum och familjen fjädermyggor. Inga underarter finns listade i Catalogue of Life.